# Welf von Hannover
Welf Ernst August Andreas Philipp Georg Wilhelm Ludwig Berthold Prinz von Hannover (Slot Marienburg (Hannover), 25 januari 1947 — Poona, Maharashtra, 10 januari 1981) was een prins uit het Huis Hannover en een prins van Groot-Brittannië en Ierland.
Hij was de oudste zoon van Georg Wilhelm von Hannover en Sophia van Griekenland en Denemarken, die een zuster was van de Britse prins-gemaal Philip, hertog van Edinburgh. Hij was dus een volle neef van de Britse koning Charles III van het Verenigd Koninkrijk. Hij was bovendien ook een volle neef van de Spaanse koningin Sophia en de Griekse ex-koning Constantijn. Hij noemde zich Welf Prinz von Hannover. Zijn vader was een kleinkind van de laatste Duitse keizer Wilhelm II, hij is dus een achterkleinkind.
In 1969 trad hij in het huwelijk met Wibke van Gunsteren, een dochter van de Nederlandse consul te Duisburg Harry van Gunsteren (1921-1983) en Ursula Schmidt Prange. Dit huwelijk was niet overeenkomstig de huiswetten gesloten, waarmee zijn nageslacht niet tot het Huis Hannover behoort en het recht op het predicaat Koninklijke Hoogheid verloor. Al snel voelden beiden zich aangetrokken tot de Bhagwanbeweging. In 1975 maakten ze, met hun dochtertje Saskia Prinzessin von Hannover (1970) een pelgrimstocht naar Poona in India, waar de beweging op dat moment was gevestigd. Hier kregen Welf en Wibke van Osho zelf nieuwe namen. Welf heette voortaan Swami Anand Vimalkirti (vlekkeloze pracht) en Wibke Ma Prem Turiya (spirituele liefde). In 1979 scheidde het paar, maar beiden bleven in India wonen. Vimalkirti overleed op 10 januari 1981 in Poona aan de gevolgen van een hersenbloeding die hij opliep tijdens zijn dagelijkse martial arts oefeningen.
Wibke en haar dochter vertrokken na de dood van Welf naar het Rajneeshpuram-centrum in de Verenigde Staten. Dochter Saskia werd - door inspanningen van haar grootouders - naar Engeland gehaald, om daar een normale schoolopleiding te volgen; Saskia trouwde in 1990 en 2001 beide keren met in Londen geboren mannen, de eerste een telg uit de familie van de baronets Naylor-Leyland.